# 城之內早苗
城之内早苗（じょうのうち さなえ，1968年5月17日—），本名木村早苗（舊姓城之內），是日本的演歌歌手。茨城縣鹿島郡神栖村（後神栖町、現神栖市）出生。明治大學附屬中野高中夜校畢業。血型O型。小貓俱樂部（おニャン子クラブ）時代的愛稱「阿城」（お城）。

## 經緯
自年幼的時候學習民謠和日本三弦。初中2年級的時候參加東京12頻道（現東京電視台）和CBS索尼主辦的『全日本演歌冠军选拔赛』（全日本演歌選手権），被星探用優厚的條件蒐羅。1985年在富士電視的娛樂性節目『晚霞貓咪』（夕やけニャンニャン）中，以小貓俱樂部的會員號碼17號初次亮相。立志為演歌歌手的心願更為強烈，1986年以「紫陽花橋」（あじさい橋）單獨表演初出道。是當時唯一進入演歌界的團體成員。此出道曲讓城之內早苗創下新人初登場即登上Oricon公信榜（オリコン）單曲榜冠軍的記錄。
該小組解散後，出演文化放送『快跑!歌謠曲』（走れ!歌謡曲）星期四（星期三深夜）的個性主持人，在富士電視台『模倣寶座決定戰』（ものまね王座決定戦）作為正式演員出台，也有獲勝的經驗。現在也在面向地方的廣播節目『早苗的真誠日記』（早苗的Heartful・diary）擔任著主播。
在1994年國民劇場播出的『江戶斬（第8部）』，作為女演員出演的阿雪角色也博得好評。同年6月在「浮世絵のモデル」（浮世繪的模特）中則披露了精湛演技。2001年7月，發表了「漩渦音頭」（うずまき音頭），為地球制藥公司演唱了商業廣告歌曲「安速渦巻香」（アース渦巻香）。
2004年12月，和『晚霞貓咪』的導演、『模倣寶座決定戰』制片人、富士電視台Rights開發局企劃部長的木村忠寬結婚。
2008年2月，轉会日本環球唱片公司（環球西格瑪），發行單曲「在這條街」（城之內早苗 with 布施明／作詞: 新井滿、作曲: 新井滿・三宮麻由子、編曲: 瀨尾一三- 東京電視台『好旅・夢心情』片尾曲）。
2010年9月22日，转会帝蓄娛樂公司（帝蓄唱片），銷售轉會第一彈單曲「哭沙 海風」（作詞: 喜多條忠、作曲: 田尾將實、編曲：若草惠）。演歌部門加之綜合部門，也獲得了USEN点歌榜歌謡曲第1位。

## 人物・逸話
- 活躍在職業棒球界讀賣巨人隊、千葉羅德海洋隊的城之內邦雄是早苗的叔公（祖父的弟弟）。再者演員地井武男也是其親戚。
- 本人亦是以家鄉茨城縣為根據地的J聯賽・鹿島鹿角隊的熱心擁躉。
- 1984年曾經發表過一首歌唱家鄉神栖市的「神栖町民音頭」（作詞：村田さち子、作曲：寺內タケシ）。由於是小貓俱樂部初次亮相之前的1984年的錄音，現在市面上已經找不到了。
- 國生小百合（国生さゆり）表示，城之內在小貓俱樂部中歌唱得最好。[1]
- 小貓俱樂部的試聽的時候，不是高中生的河合園子（河合その子）與演歌的城之內相言，「絕對地考不中喲。我們彼此不會再見面了」，一起登上東京塔做了分別紀念。之後，在宿舍再次相見時兩人好像都很吃驚。[2]
- 也有上述的事，與河合園子的關係很好，宿舍是一人的房間，不過鋪上兩張被褥一起睡著。還有，小貓俱樂部解散後，城之內在出演節目Telephone Shocking的時候，也收到了河合園子送上的花。

## 作品

### 單曲
1. 『紫陽花橋』（あじさい橋／1986年6月11日、Oricon第1位）
  - 「紫陽花橋」（作詞：秋元康／作曲：見岳章／編曲：見岳章）
  - C/W「おニャン子クラブのあぶな～い捕物帳」（城之内早苗 with 小貓俱樂部）
2. 『浮冰的信』（流氷の手紙／1986年11月21日、Oricon第10位）
  - 「浮冰的信」（作詞：秋元康／作曲：後藤次利／編曲：若草惠）
  - C/W「代官山恋物語（Love Story）」
3. 『金澤的雨』（金沢の雨／1987年10月21日、Oricon第33位）
  - 「金澤的雨」（作詞：秋元康／作曲：見岳章／編曲：見岳章）
  - C/W「瞳坂・晚開的紫羅蘭花」（瞳坂・遅咲きスミレ）
4. 『趕鴨子上架』（とべないアヒル／1988年5月21日、Oricon第77位）
  - 「趕鴨子上架」（作詞：荒木とよひさ／作曲：後藤次利／編曲：川口真）
  - C/W「離巢」（巣立ち）
5. 『夢到TAXI』（夢までTAXI／1989年4月21日）
  - 「夢到TAXI」（作詞：荒木とよひさ／作曲：杉本真人／編曲：川村榮二）
  - C/W「淚的友人」（涙の友人）
6. 『雪不停地下』（雪ふりやまず／1990年1月21日）
  - 「雪不停地下」（作詞：たきのえいじ／作曲：四方章人／編曲：前田俊明）
  - NHK廣播「抖擻工作室505」（はつらつスタジオ505）新廣播歌謠
  - C/W「心底的鐘擺」（心の振り子）
7. 『嘴唇』（くちびる／1992年5月25日）
  - 「嘴唇」（作詞：たきのえいじ／作曲：杉本真人／編曲：若草惠）
  - C/W「為羅曼蒂克乾杯」（ロマンティックに乾杯）
8. 『今夜醉了』（酔わせてよ今夜だけ／1993年8月25日、Oricon第87位）
  - 「今夜醉了」（作詞：森高千里／作曲：森高千里／編曲：齊藤英夫）
  - ※第27屆有線放送大獎特別獎
  - ※森高千里版本的「今夜醉了」、森高千里的專輯『ROCK ALIVE』中收錄
  - C/W「渡良瀬橋」
9. 『變得幸福』（幸せになります／1995年4月26日）
  - 「變得幸福」（作詞：森高千里／作曲：齊藤英夫／編曲：齊藤英夫）
  - ※東京電視系「好旅・夢心情」（いい旅・夢気分）結尾主題曲
  - C/W「止不住的悲傷」（止められない悲しみ）
10. 『都鳥（ゆりかもめ）』（1996年2月25日）
  - 「都鳥（ゆりかもめ）」（作詞：松本禮兒／作曲：杉本真人／編曲：川口真）
  - ※初次亮相10週年紀念單曲
  - C/W「哭 哭的話」（泣くだけ 泣いたら）
11. 『奧飛彈★星之宿』（奥飛騨★星の宿／1997年8月25日）
  - 「奧飛彈★星之宿」（原作詞：岡西道雄／補作詞：神坂薫／作曲：平尾昌晃／編曲：若草惠）
  - ※安房隧道開通印象歌
  - C/W「冰河期」（氷河期）
12. 『戀櫻』（恋桜／1999年3月1日）
  - 「戀櫻」（作詞：荒木とよひさ／作曲：弦哲也／編曲：南鄉達也）
  - ※富士電視「われめでポン!」結尾主題曲
  - C/W「隅田川」
13. 『隅田川』（2000年7月26日）
  - 「隅田川」（作詞：荒木とよひさ／作曲：弦哲也／編曲：南鄉達也）
  - ※第23回 隅田川花火大会 印象歌
  - C/W「白河夜船」
14. 『漩渦音頭』（うずまき音頭／2001年7月18日）
  - 「漩渦音頭」（原案：内田延充／作詞：荒木とよひさ／作曲：大和黒裕司／編曲：高橋諭一）
  - ※地球制藥「地球渦巻香」商業廣告歌
  - C/W「隅田川」
15. 『雪肌草』（2002年2月27日）
  - 「雪肌草」（作詞：荒木とよひさ／作曲：弦哲也／編曲：南鄉達也）
  - C/W「冬天的旅程」（冬の旅路）
16. 『大連的街道』（大連の街から／2002年11月20日、Oricon97位）
  - 「大連的街道」（作詞：中山大三郎／作曲：中山大三郎／編曲：龍崎孝路）
  - C/W「吟遊百景」
  - ※長野縣松本市市制’95年記念曲
17. 『霧的海鷗的歌』（霧のかもめ唄／2004年11月26日、Oricon153位）
  - 「霧的海鷗的歌」（作詞：吉岡治／作曲：五木宏／編曲：川村榮二）
  - C/W「花舞臺」（華舞台 作詞：布施明／作曲：布施明／編曲：南鄉達也）
18. 『肥皂泡』（シャボン玉／2006年3月24日）
  - 「肥皂泡」（作詞：荒木とよひさ／作曲：濱圭介／編曲：今泉敏郎）
  - ※初次亮相20週年紀念單曲
  - C/W「北火車站」（北の駅舎（えき））
19. 『在這條街』（この街で／2008年2月13日、Oricon86位）
  - 「在這條街」（城之内早苗 with 布施明）（作詞：新井滿／作曲：新井滿・三宮麻由子／編曲：瀨尾一三）
  - ※東京電視系「好旅・夢心情」結尾主題曲
  - C/W「向日葵」
20. 『哭沙 海風』（泣き砂 海風／2010年9月22日、Oricon64位）
  - 「哭沙 海風」（作詞: 喜多條忠／作曲: 田尾將實／編曲：若草惠）
  - C/W「紫陽花橋 新版本」（あじさい橋 ニューバージョン）

### 專輯
1. 『冬演劇』（冬芝居／1987年1月1日）
2. 『石壘的街～十九號的冬天～』（石畳の街～19番目の冬～／1987年12月2日、Oricon76位）
3. 『夏岬』（迷你專輯）（1988年8月21日）
4. 『熱門全曲集』（ヒット全曲集／1990年11月21日）
5. 『熱門全曲集’92』（ヒット全曲集’92／1991年11月1日）
6. 『城之內早苗最佳選擇』（城之内早苗ベストセレクション／1995年5月25日）
  - ※初次亮相10週年紀念專輯
7. 『New・best―都鳥―』（ニュー・ベスト―都鳥（ゆりかもめ）／1996年10月25日）
8. 『超級最佳～隅田川～』（スーパーベスト～隅田川～／2000年1月24日）
9. 『GOLDEN☆BEST 城之内早苗 Early・hits』（GOLDEN☆BEST 城之内早苗 アーリー・ヒッツ／2002年11月20日）
10. 『城之內早苗全曲集～霧的海鷗歌』（城之内早苗全曲集～霧のかもめ唄～／2005年10月26日）

### DVD
1. 城之內早苗 20週年紀念DVD《『謝謝愛』（愛をありがとう／2006年8月30日）

## 出演

### 電視節目
- 晚霞貓咪（夕やけニャンニャン／1985年5月 - 1987年8月、富士電視） - 作為小貓俱樂部的一員出演
- 晚餐貓咪（夕食ニャンニャン／1986年5月 - 9月、富士電視） - 同上
- TKU卡拉OK錦標賽（TKUカラオケ選手権／1991年7月 - 1993年10月、熊本電視） - 主持
- 獅子的祝您健康（ライオンのごきげんよう／1994年8月、2006年6月、富士電視）
- Paradise Punch（パラダイスぽんち／1995年1月2日 - 1月26日、富士電視）
- 為演歌乾杯（演歌で乾杯／1996年12月 - 1997年3月、地方13局網） - 助手
- 食頻道 坂本廣子・城之內早苗的放心食品~〜炎的菜護理〜（食チャンネル 坂本廣子・城之内早苗の安心かんたん介護食〜炎のない料理〜／2000年8月 - 10月、SKY Perfec TV!・Direc TV）
- 大家的歌（みんなのうた／2002年12月 - 2001年1月、NHK） - 拉面井流歌（ラーメンどんぶり流れ唄 W / 湯原昌幸）
- 城之內早苗的歌謠音樂館（城之内早苗の歌謡音楽館／2007年1月 - 2008年3月、每周星期一到星期五、從8點至8點半、埼玉電視） - 正式
- 早苗和美雪的歌謠音樂館（早苗とみゆきの歌謡音楽館／2008年4月 - 6月、埼玉電視） - 正式
- 心跳歌謡曲（ときめき歌謡曲／2008年7月 - 、埼玉電視） - 正式
- 朝日情報（あさイチ／2011年1月 - ）- 評論員月三次出演。

### 電視劇
- 周一Drama Land「小貓的捕物帳 神秘的村雨城」（月曜ドラマランド「おニャン子捕物帳 謎の村雨城」／1986年12月8日、富士電視） - 主演
- 江戶斬 第8部（江戸を斬る／1994年1月31日 - 7月、TBS） - 阿雪 角色
- 消失在龍飛岬的殺人者（龍飛岬に消えた殺人者／1997年6月21日、朝日電視）

### 廣播
- 城之內早苗的不要吃夜宵（城之内早苗のお夜食ないと／1986年10月12日 - 1987年1月4日 星期日21:00-21:30 文化放送） - 主持人
- 城之內早苗的優子帕君（城之内早苗のよい子はパックン／1987年1月 - 1988年4月 星期日5:35-5:50 文化放送） - 主持人
- TOKYO BEST HIT（TOKYOベストヒット／1986年10月 - 1987年6月、日本放送） - 正式
- 田中義剛的快跑歌謠曲（田中義剛の走れ歌謡曲／1991年12月 - 1992年3月、文化放送） - 助手
- 快跑!歌謠曲（走れ!歌謡曲／1992年4月 - 1996年3月、文化放送） - 主持人（每周星期四、上午3點到5點担当）
- 城之內早苗的真誠日記（城之内早苗のハートフルダイアリー、地方局網絡廣播）
- 為我的人生乾杯!（わが人生に乾杯!／2006年2月1日2006年10月 - ，NHK第一廣播） - 4周一次作為助手出演。

### 配音
- 朱蒙（禮素雅【宋智孝】角色）

### 舞臺
- 壽新春五木宏特別公演 歌☆舞☆奏特別節目（寿新春五木ひろし特別公演 歌☆舞☆奏スペシャル／1995年1月2日 - 1月26日）

### 商業廣告
- 地球制藥 地球渦巻香 漩渦音頭（アース製薬 アース渦巻香 うずまき音頭、2001年7月）
- 老闆咖啡（BOSS贅沢微糖、2010年1月）

## 腳注
1. ↑  2010年10月10日放送のカラオケ★バトル5より。
2. ↑  .   [2011-05-31]. （原始内容存档于2011-05-05）.

## 外部連結
- プロダクション尾木 タレント 城之内早苗 （页面存档备份，存于） - 所屬事務所官方網站（日文）
- 城之内早苗 テイチクレコード オフィシャルサイト （页面存档备份，存于） - 所屬唱片公司官方網站（日文）
- 城之内早苗 ユニバーサルミュージック オフィシャルサイト （页面存档备份，存于） - 舊・所屬唱片公司官方網站（日文）
- 城之内早苗ファンサイト（日文）